# Первая Балканская война
Пе́рвая Балка́нская война́ — война Балканского союза (Болгарское царство, Королевство Греция, Королевство Сербия, Королевство Черногория) против Османской империи с 25 сентября (8 октября) 1912 года до 17 (30) мая 1913 года. Причиной войны послужило стремление Сербии, Болгарии, Черногории и Греции расширить свои территории. Война завершилась Лондонским мирным договором.
Первый период войны (октябрь — декабрь 1912 года) характеризовался масштабным наступлением войск Балканского союза. Во время перемирия боевые действия прекратили Турция, Сербия и Болгария, но Греция и Черногория продолжали войну. Второй период войны (февраль — май 1913 года) отличился позиционной войной, не считая штурма Адрианополя (Одрина). По окончании Первой Балканской войны страны-участницы Балканского союза не были удовлетворены Лондонским мирным договором, что повлекло за собой Вторую Балканскую войну.

## Причины

### Исторические предпосылки. Политика великих держав
В XV веке турки, заняв Малую Азию, начали завоевание Балканского полуострова, Ближнего Востока и Северной Африки. После завоевания Константинополя сформировавшаяся Османская империя начала включать в свой состав огромные территории на востоке Средиземноморья, в Причерноморье и на западе Азии. На этих землях проживало множество народов, отличающихся от турок по вероисповеданию, национальной принадлежности и мировоззрению. На Балканском полуострове, ещё до его включения в состав империи, уже проживало до 15 народов.
Неоднократно против владычества Турции на полуострове происходили восстания, оканчивавшиеся поражением восставших. В XIX веке, на волне антиколониальных войн и восстаний, в регионе произошла череда освободительных войн. Появились такие государства, как Греция, Болгария, Сербия, Черногория, Румыния. Несмотря на это, самоопределения не добились албанцы, а на территориях Балканского полуострова, по-прежнему контролировавшихся турецким правительством, проживало несколько миллионов болгар (под которыми подразумевались главным образом группы, сейчас известные как македонцы, большая часть македонских деятелей считала себя частью болгарского национального движения), около миллиона сербов и полмиллиона греков.
После Итало-турецкой войны страны Балканского полуострова, противники Османской империи, осознали необходимость в консолидации. Объединяющими факторами послужили как общие цели, так и общие черты народов — сербы, черногорцы и болгары являлись православными славянами. Православными были и греки. Важное значение в регионе играла Российская империя, которая соперничала на Балканах с Австро-Венгрией, и ей необходимо было утвердиться в этой части Европы.
Именно по её инициативе 13 марта 1912 года между Сербией и Болгарией был подписан договор о создании оборонительного союза. 12 мая отношения между странами были укреплены. 29 мая к союзу присоединилась Греция, не желавшая остаться без территориальных выигрышей за счёт Турции, кроме того, Сербия и Болгария были крайне заинтересованы в участии греческого флота в военных действиях, чтобы перекрыть турецкие коммуникации с Малой Азией и Ближним Востоком. Позже союзный договор подписали Черногория и Румыния. Таким образом, как и задумывало российское правительство, на полуострове сформировался мощный союз, направленный против Австро-Венгрии. Дальнейшие события развивались не по плану России, поскольку балканский союз, вместо противостояния с Австро-Венгрией начал приготовления к войне со своим старым врагом — Османской империей. Так как союз возглавили Болгария и Сербия, они за счёт помощи союзников решились удовлетворить свои территориальные притязания.

### Ирредентизм на Балканах
В начале XX века на Балканском полуострове ситуация сильно изменилась. Некогда могучая Османская империя, включавшая в свой состав Сербию, Грецию, Румынию, Черногорию и Болгарию, диктовала свои условия всему региону. Возникновение новых государств на Балканах было обусловлено панславизмом, панрумынизмом и различными националистическими идеями. Когда эти страны возникли, народы, проживающие в них, оказались разделёнными. Часть из них по-прежнему проживала в Турции.
Болгария, Сербия и Греция хотели включить в свой состав земли, заселённые этими народами и, сверх того, добиться наибольшего расширения границ своих держав. Это означало, что греки стремились к идее Великой Греции, уже после Первой мировой войны к воплощению Великой идеи Венизелоса, болгары — к Великой Болгарии, сербы — к максимальному расширению своих границ от Дуная до Адриатического моря и Греции. Но «великие» государства не могли соседствовать друг с другом, так как их территориальные претензии пересекались. Так, Болгария и Греция вместе претендовали на Фракию; Греция, Сербия и Болгария — на Македонию, Черногория и Сербия — на адриатические порты.
Поэтому было принято решение сначала победить Турцию, а затем решить территориальные проблемы. Болгария и Сербия хотели после войны разделить между собой Македонию демаркационной линией. Болгары стремились получить выход к Эгейскому морю, присоединив Салоники и Западную Фракию. Сербия и Греция хотели разделить между собой Албанию, так как Сербия стремилась получить доступ к Адриатическому морю. После окончания Первой Балканской войны началась Вторая Балканская война, причинами которых были неудовлетворённые Лондонским мирным договором страны Балкан, которые потеряли общего противника — Турцию, после чего принялись воплощать «великодержавные» идеи в жизнь посредством взаимоуничтожения.

## Подготовка к войне

### Османская империя

#### План
13 октября 1912 года Болгария вручила ультиматум турецкому правительству с требованиями предоставить автономию Македонии и нетурецким народам Балкан, а также создать школы для греков, болгар, сербов и демобилизовать крупную часть армии в регионе. Автономные регионы должны были быть возглавлены бельгийскими или швейцарскими губернаторами, всего на проведение реформ Балканский союз отводил шесть месяцев. Османская империя категорически отказалась принимать условия ультиматума. Султан Мехмед V направил ноту протеста в болгарское посольство в Стамбуле и обратился к своему народу с речью, в которой говорилось о терпимости турок к национальным меньшинствам империи и её соседям.
 Понимая, что война неизбежна, турки разработали свой военный план. Принципы, по которым он был разработан, были верны, однако, несмотря на это, план был нереален. Его творцом был Кольмар фон дер Гольц, который также тренировал турецкую армию на Балканах ещё в 1910 году, при подготовке к войне. Но только после болгарского ультиматума 14 октября турки на Балканах объявили мобилизацию. Ситуация в армии усугублялась проводимыми военными реформами, которые, по плану султана, должны были закончиться в 1915 году. Поэтому к 17 октября, дню начала войны, мобилизация ещё не была завершена. Войска турок расположились по линии Кыркларели — Инедже — Эдирне. Командовал Восточной армией Абдуллах-паша, его штаб находился у Кавакли.
Планировалось первый месяц войны вести позиционные боевые действия, за это время турецкая армия успела бы мобилизоваться и переправиться из Азии на Балканы. Затем турки должны были предпринять всеобщее наступление на границе с Болгарией, отбросить болгарские войска на север и нанести удар по Сербии, выйдя на сербо-болгарскую границу. С сербо-болгарской границы и из Южной Болгарии планировалось ударить по Софии и склонить болгар к миру. Так как именно Болгария взяла на себя основную тяжесть войны в Балканском союзе, дальнейший разгром армий Сербии, Греции и Черногории не представлял особых трудностей.

#### Силы
Из Малой Азии к началу военных действий в Восточную армию прибыли две дивизии, которые обороняли железную дорогу на Салоники и подступы к Дарданеллам. По Чёрному морю на полуостров прибыли 5-я, 6-я и 9-я дивизии, имевшие низкую боеспособность. Неподалёку расположилось 40 эскадронов кавалерии. Из уже находившихся во Фракии корпусов 1-й корпус расположился у Инедже, 2-й — у Кавакли в резерве за 3-м, который находился на участке Кыркларели — Куюн-Гуяр. 4-й корпус растянулся от Эдирне до Инедже, две его дивизии отошли в резерв. Инженерные сооружения и укрепления в укрепрайонах к тому времени ещё не были достроены, что усугубляло ситуацию.
Западная армия под командованием Али Рызы-паши к началу войны с Болгарией находилась в худшем положении, чем Восточная. Уже 6 октября, за 11 дней до начала военных действий на востоке Балкан, армия Черногории стихийно перешла в наступление. Турки потеряли 24-ю дивизию, так как бо́льшая её часть сдалась в плен (7000 человек и 22 орудия) и 21-ю. Западная армия к первым дням октября сгруппировалась вокруг Шкодера (Скутари) для его обороны. 20-я дивизия прикрывала Приштину и Митровицу. На юге, на границе с Грецией, 23-я и 21-я дивизии группировались близ Янины.
В целом турецкая армия не была готова к началу войны. Её силы не успели мобилизоваться, из Малой Азии не успели прибыть резервные части. В укреплённых районах укрепления были недостроены. Союзникам удалось застать Османскую империю врасплох, предприняв превентивную атаку.
Всего в двух армиях противостоящих союзникам к началу больших сражений имелось до 445 тысяч человек с 898 орудиями.

#### Вооружение
На вооружении османской армии стояли самозарядные пистолеты Маузер C96 и FN-Browning M1903. Также за свои деньги офицеры покупали другие пистолеты, разрешённые к использованию во время войны: Browning M1900 и Mannlicher M1903.
Османская армия в 1912 году имела недостаток в стрелковом оружии, на миллионную сухопутную армию всего было 713 404 винтовки всех типов. Обе основные османские армии на Балканском театре критически страдали от нехватки винтовок, приблизительно 20 % солдат не были вооружены стрелковым оружием. Кроме того вместе с современными Mauser M1890, M1893 и M1903 (под патрон 7,65 × 53 мм) на вооружении было большое количество винтовок под патроны с дымным порохом вроде Mauser M1887, M1874 Peabody-Martinis и даже более старых британских Снайдер-Энфилд. Карабинов для кавалерии также не хватало, и турецкие кавалеристы должны были воевать с длинными пехотными винтовками. Бо́льшая часть самых современных винтовок Mauser Model 1893, приобретённых Османской армией в количестве около 200 тыс. штук, хранились в государственных арсеналах, а не выдавались солдатам.
Точное количество пулемётов и митральез на вооружении Османской империи оценить трудно, так как источники противоречивы. Оценки колеблются между 388 и 556 единицами, хотя большая цифра, вероятно, включает в себя все системы, находившиеся на вооружении во всей Османской империи. Во Фракии было 23 пулемётных отряда, каждый с четырьмя пулемётами или картечницами. Западная армия в Албании и Македонии имела 19 таких отрядов.

### Балканский союз

#### Силы и планы
В первую очередь командование союзников воспользовалось медлительностью мобилизации турецких войск. Черногория неожиданно атаковала турецкие позиции в Албании 25 сентября, а остальные союзники ещё сосредотачивали армии. Преждевременная атака черногорцев была обусловлена стихийностью мобилизации, то есть люди сами шли в армию, не получая повесток. Из всех 50 000 солдат Черногории 10 000 являлись волонтёрами.
Расположение союзнических войск и их дальнейшие действия диктовались интересами балканских держав. Болгария, обладавшая наибольшей армией из стран Балканского союза, собиралась в первую очередь атаковать Фракию и Стамбул. Черногория хотела получить север Албании, Греция и Сербия готовились атаковать Македонию. Кроме того, греческий флот должен был отрезать связь Западной армии турок от Малой Азии, перекрыв морской путь через Эгейское море. Опасаясь атаки со стороны Австро-Венгрии, сербские и болгарские власти отправили на Дунай отдельные части для охраны границ.
Болгария, на которую союзниками возлагалась наибольшая ответственность, готовилась к войне основательно. Правительство страны освободило от призыва мусульман, чем укрепило свою армию. Ядро армии составили ополченцы Русско-турецкой войны 1877—1878 годов. Позже к ним присоединились мобилизовавшиеся солдаты и ополченцы, а в Македонии появилось про-болгарское народное ополчение. Мобилизация 30 сентября прошла успешно, призванные на службу являлись даже из-за границы. 17 октября армия была полностью готова к началу войны.
Союзники против турецких армий имели
Болгарская армия — 300 000 человек 624 орудия.

Греческая армия — 150 тысяч человек с 336 орудиями.

Черногорская армия — 22 тысячи человек, 48 полевых орудий, 40 осадных орудий.

Сербская армия — 160 тысяч человек, 624 орудия.
Всего: 632 тысячи человек при 1632 полевых и 40 осадных орудиях.

#### Вооружение
Греция и Болгария закупили всю свою артиллерию во Франции. Европейская артиллерия по качеству значительно превосходила турецкую, а количество артиллерийских орудий у Балканского союза превышало количество артиллерии у Османской империи. Однако Болгария, Греция и Сербия, в отличие от турок, не имели горной артиллерии, что впоследствии сказалось на боеспособности их армий в горах Балкан. Греция была единственной страной Балканского союза, которая имела флот в Средиземном море. В его состав входил новейший броненосный крейсер «Георгиос Авероф», построенный в Италии, три старых, но прошедших модернизацию броненосца береговой обороны «Идра», «Псара» и «Спеце», 13 эсминцев, построенных в Германии и Англии, две подводные лодки французской постройки. С началом войны правительство Греции реквизировало у владельцев девять коммерческих судов и вооружило их для использования в качестве вспомогательных крейсеров.
К началу Первой Балканской войны у Болгарии появилась полноценная военная авиация. Первые военно-воздушные подразделения возникли ещё в 1906 году. К началу войны Болгария располагала аэростатом «София-1» и одним баллоном типа «Годар». Кроме того, у Российской империи болгары закупили 14 аэропланов, ещё 9 было куплено в странах Западной Европы. В связи с тем, что в стране совсем не было профессиональных лётчиков, вместе с аэропланами из России прибыли пилоты-добровольцы. Таким образом, болгарское командование приняло решение сформировать подразделения военной авиации. Чтобы не зависеть от российских пилотов, в страны Западной Европы на обучение были посланы 13 пилотов-болгар, 6 механиков и 2 баллониста.
Обучение длилось долго, и к началу Первой Балканской войны ни одно из авиационных подразделений не было сформировано. Несмотря на это, болгарские аэропланы принимали участие в широкомасштабных военных действиях и операциях. 1-е АО (авиационное образование) было сформировано только в первые месяцы войны. В это подразделение входили иностранные самолёты марок Albatros F2 (3 штуки), Farman (4 штуки), Voisin (1 штука), Somer (1 штука), Sikorsky (1 штука), Bristol Boxkite (1 штука), Nieuport (2 штуки) и Blériot XI (10 штук). На всём Балканском полуострове военно-воздушные силы, оснащённые летательными аппаратами последних моделей, имелись только у Болгарии. Ни другие страны Балканского союза, ни Турция не могли позволить себе такое количество самолётов.

## Боевые действия

### Первые месяцы войны

#### От приграничных боёв к широкомасштабной войне
25 сентября (8 октября) 1912 года, когда русский министр иностранных дел С. Д. Сазонов находился в Берлине, делая заявления об «обеспечении мира на Балканах», официальный представитель Черногории Пламенац сообщил турецкому министру иностранных дел, что Черногория объявляет войну Порте, после чего он покинул Константинополь.
Преждевременное начало Черногорией войны против Турции объяснялось стихийностью мобилизации и присутствием в войске волонтёров. С 4 октября на границе Турции и Черногории происходили небольшие столкновения, 8 октября эти столкновения переросли в крупные бои, и 9 октября черногорцы тремя колоннами пересекли границу. Война началась официально. Турецкие солдаты не смогли воспрепятствовать наступлению противника. Колонна черногорских войск под командованием генерала Вукотича двинулась к городу Беране, ещё два отряда направились к Биело-Полю, Плаву и Гусинью. В этих городах находилось 4 дивизии турок и ещё 9000 арнаутов. 10 октября в регион прибыло ещё 2000 османских арнаутов и попытались отбросить черногорцев на их исходные позиции, однако манёвр не удался. 11 октября колонна королевича Данило взяла штурмом приграничные высоты Дедич и Шиншаник. Из брошенных отступившими турками орудий, черногорцы открыли огонь в спину противника. В то же время, 14 октября, на сербско-турецкой границе случился инцидент. Сербия и Османская империя ещё не находились в состоянии войны, когда небольшой турецкий отряд пересёк границу и напал на подтягивающиеся сербские войска. Те быстро отреагировали и вытеснили отряд противника с территории Сербии. До сих пор не ясно, зачем подразделение перешло в атаку без уведомления вышестоящего командования. Высказывались предположения, что это самовольное решение командира отряда.
15 октября черногорские войска Данило после трёхдневной осады взяли город Тузи. Нурри-бей, комендант города, сдал его после того, как черногорцы заняли окружающие высоты и открыли огонь по городу. Одновременно Вукотич со своим отрядом, несмотря на артиллерийский обстрел противника, вплавь пересёк реку Лим и с ходу взял Обров и Биело-Поле. 16 октября черногорцы сконцентрировали силы на направлении к Беране и в тот же день штурмовали город. На следующий день ими были взяты Плава и Гусинье. Под давлением противника турецкие войска отошли к Ипеку, покинув Ругову.
5 (18) октября 1912 года войну Турции объявили Сербия и Болгария, на следующий день — Греция. Сербские войска, сконцентрированные на линии границы от Враньи до Ужицы, перешли в наступление. 19 октября активные военные действия начала Болгария. Перед тем как 100 000 болгарских солдат вступили на территорию противника, перед ними был дословно зачитан манифест об объявлении войны и кратко рассказано о неудачной мобилизации в Османской империи. Эти сведения попали в руки болгарскому командованию от славянских беженцев из Фракии, которые заранее перед войной бежали в Болгарию. Положение турок действительно было бедственным. Все укрепления у стратегически важного Кыркларели были недостроены, численность армии на границе с Болгарией составляла всего 45 000 человек, а подкрепления из Малой Азии задерживались.
В тот же день 2-я болгарская армия захватила стратегически важный укреплённый пункт Курт-Кале и заняла без боя небольшое приграничное поселение. Турки при отступлении не подорвали в городе мост через Марицу и не разрушили железной дороги, что было их стратегической ошибкой. Болгары немедленно начали переброс войск к Эдирне.
20 октября в Бредереве, взятом накануне черногорскими войсками, армии Черногории и Сербии объединились в сводный отряд и затем двинулись на Ипек. К 21 октября 1-я сербская армия сражалась под Кумановом, 2-я сербская армия находилась у Овчего поля, 3-я армия Янковича штурмовала Приштину, 4-я армия Живковича вместе с черногорской армией Данило оккупировала Новопазарский Санджак. 22 октября 1-я и 3-я болгарские армии встретились с турецким войском у Эреклера. Турки выстроились на господствующих высотах, но это не остановило болгар. Сначала турецкая армия подверглась плотному артиллерийскому обстрелу, затем болгарские войска бросились в рукопашный бой и заставили противника отступить к Кыркларели. В тот же день 2-я болгарская армия блокировала Эдирне.

#### Битва под Кумановом
Пока черногорские, сербские и болгарские войска вели наступление на всех направлениях, 1-я армия сербов под командованием королевича Александра, приблизившись к Куманову, неожиданно столкнулась с Западной армией турок. Турки имели 180 000 солдат, сербы — 120 000. Ещё 40 000 турецких солдат находилось неподалёку, на Овчем поле. К армии Александра мимо того же поля приближалось подкрепление — 3-я армия, уже занявшая Приштину.
В такой ситуации Александр решил подождать подкрепления ещё три дня. Командующий Западной армией осман Зекки-паша решил наоборот — атаковать, пока турецкие войска превосходят противника численно. С 21 по 22 октября армии противников стояли друг против друга, пока 23 октября турки не пошли в атаку.
Бой начался в десять часов утра с наступления турецкой пехоты на сербскую кавалерийскую дивизию на левом фланге. Позже турки атаковали на левом фланге и Дунайскую дивизию, и Моравскую дивизию в центре. Нападающие застали сербов врасплох, к тому же те не знали точной численности армии турок, предполагая, что силы противника в несколько раз меньше их собственных. Поэтому для отражения атаки сербы выставили небольшие части пехоты, которая к двум часам дня полностью была уничтожена. Осознав, что турок гораздо больше, сербы послали в бой три пехотные дивизии и одну кавалерийскую. Ещё две дивизии остались в резерве. Турки воспользовались численным превосходством и охватили противника с флангов. Сербам пришлось растянуть свои войска по фронту. В результате протяжённость фронта составила 30 километров.
В тот день шёл дождь и был туман, поэтому сербским артиллеристам было крайне сложно определить местонахождение противника. Турки знали об этом, поэтому до полудня предпринимали сильные атаки на левый фланг и центр противника. В тот же момент ещё один корпус турок совершал манёвр, обходя сербов с правого фланга. Однако в 3 часа дня на левом фланге ситуация начала изменяться. Теперь местами шли в наступление сербы. Также был обнаружен турецкий корпус, продвигающийся в тыл 1-й армии Александра. Ему дорога была перекрыта, и корпус вынужден был отступить. В 6 часов вечера бой прекратился. Турки, имевшие инициативу в начале сражения, отступили.
В 7 часов вечера тучи рассеялись, поле боя осветилось луной. Турки этим воспользовались, предприняв попытку взять реванш — вновь была атакована Дунайская дивизия на левом фланге. Теперь, когда не было тумана, турки открыли прицельный артиллерийский огонь. После обстрела началось наступление пехоты, сербы открыли оружейный и артиллерийский огонь. Ночной бой сербов с турками был гораздо кровопролитней дневного, поскольку стороны прибегли к помощи артиллерии. В 11 часов вечера турки вновь отступили, в свою очередь, сербам удалось занять некоторые позиции противника. Ночью сербские солдаты стали готовиться ко всеобщему наступлению на тридцатикилометровом фронте.
Ранним утром 24 октября сербы внезапно открыли артиллерийский огонь по турецким позициям, после чего противника атаковала пехота. Турки не ожидали ранней атаки и все находились в окопах, поэтому сербы экономили пули и брали противника «на нож». В 11 часов дня турецкие позиции были полностью заняты сербской армией, местами продолжались локальные бои. В 2 часа дня сражение прекратилось, турки отступили на Скопье. Они бросили под Кумановом бо́льшую часть своей артиллерии — 156 орудий. В плен сербы взяли 2000 турецких солдат и около 100 офицеров.

#### Лозенградская операция
Ключевым городом на пути к столице Османской империи Константинополю был Кирк-Килис (Лозенград). Для того, чтобы отрезать Западную турецкую армию от восточной и затем вторгнуться во Фракию, болгарским войскам необходимо было занять город и удержать его, для чего была разработана Лозенградская операция, которой руководил Радко-Дмитриев. Последний считал, что успех операции зависит от скорости наступления. Турки не успели бы вовремя подтянуть подкрепления и достроить фортификационные сооружения, чтобы отразить атаку. Для взятия Кирк-Килиса было решено снарядить 1-ю и 3-ю армии.
Однако дороги были размыты сильными многодневными ливнями, поля оказались полностью залитыми водой. Турки предполагали, что это задержит противника и позволит им лучше подготовиться к обороне. Однако болгары продолжали продвижение к городу. Для повышения скорости передвижения они разгружали обозы, а боеприпасы и провизию несли на руках. То же сделали и с артиллерией, которую тащили сразу несколько коней, а иногда и несколько человек. Таким образом, болгары успели вовремя подойти к Кирк-Килису.
К тому времени турки заняли окружавшие город высоты, установив на них свою артиллерию. Сам Кирк-Килис так и не был должным образом укреплён, но гористая местность позволила туркам сильно укрепить позиции. Численность войск составила до 45 000 человек, ими командовал Махмуд Мухтар-паша. Главнокомандующий Восточной армией считал Кирк-Килис мощно укреплённым городом, а позицию местных войск вполне удачной. К гарнизону турок в городе приближалось подкрепление численностью до 30 000 человек.
 Перед началом битвы фон дер Гольц, инструктор турецких войск, заявлял: «Для овладения Кыркларели потребуется три месяца времени и армия, трижды превышающая болгарскую как по численности, так и по качеству». 22 октября все отстающие части 1-й и 3-й армий Болгарии подтянулись к городу и развернулись. В тот же день начался бой, в ходе которого турки покинули все передовые позиции перед Кыркларели. На следующий день, 23 октября, болгары атаковали собственно город. Из-за проливного дождя и плохой видимости в бою не была задействована артиллерия.
Болгары обошли правый фланг войск противника у селения Кайвы уже к ночи, что привело к панике в рядах турок. Все войска Османской империи с правого фланга скрылись в городе. Вслед за ними покинули позиции остальные силы турок, оставляя оружие, боеприпасы, орудия. Махмуд Мухтар-паша ушёл из Кыркларели одним из первых. Утром 24 октября болгары без боя заняли опустевший город.
После поражения под Кирк-Килисом Махмуд Мухтар-паша телеграфировал в Константинополь о плохой тренированности войск и их трусости: «Это не войска, а сволочь! Солдаты думают лишь о том, как бы скорее добраться до Стамбула, куда их влечет запах константинопольских кухонь. С такими войсками успешно обороняться невозможно…». В свою очередь, митрополит Старой Загоры Мефодий на следующий день встретился с болгарским царём Фердинандом. По поводу взятия Кыркларели он произнёс речь, в которой упомянул Целокупную Болгарию и болгарского императора.
На вопрос российского посла о «Целокупной Болгарии» митрополит отвечал, что это было лишь навеяно победой под Кыркларели и не является серьёзным намерением страны. В свою очередь, российский посол выразил надежды, что Болгария проявит сдержанность на Балканах и не будет стремиться к установлению своей гегемонии в регионе.

### Поражение турецких войск. Тупиковая ситуация

#### Поражение Восточной армии
После Лозенградской операции стихийное отступление турецких войск продолжалось. Шедший на фронт 16-й корпус тоже поддался панике, и 24 октября тоже начал отступление. Турок никто не преследовал, болгары остались во взятом Кыркларели, полностью потеряв стратегически им выгодное соприкосновение с противником. 27 октября турецкие солдаты, ушедшие с фронта, скопились в городе Аркадиополе (Люлебургаз). Всего за три дня отступавшая армия прошла 60 километров.
 Вслед за солдатами в город прибыл Махмуд Мухтар-паша. Ему удалось остановить стихийное отступление армии и сформировать новые части. К тому моменту из Стамбула прибыло подкрепление. Всего в регионе скопилось 120 000 войск. Абдуллах-паша, главнокомандующий Восточной армией, решил взять реванш. Он хотел остановить наступление болгар в болотистой местности у реки Карагач, а затем перейти в контрнаступление. Уже 27 октября турки полностью были готовы к бою, и Махмуд Мухтар-паша направил свои войска к Бунар-Гиссару. В этом регионе туркам противостояли три дивизии противника под командованием Радко-Дмитриева. Ему на помощь спешила 1-я армия Болгарии, намеревавшаяся с ходу взять Люлебургаз.
Таким образом, появился новый фронт Яни — Аркадиополь. 29 октября бои становились всё ожесточённее, а 1-я армия болгар задерживалась из-за размытых дождём дорог. 30 октября турки предприняли попытку наступления. Трём дивизиям, оборонявшим местность от Яни до Люлебургаза, болгарским командованием было отдано распоряжение «умрите на ваших позициях, но их не отдавайте». 31 октября турки попытались овладеть правым флангом болгар, атака была отбита с большими потерями. 1 ноября 1-я армия болгар подошла к Люлебургазу, и вечером того же дня ситуация преломилась в пользу Болгарии. 4-я пехотная дивизия болгар прорвала оборону турок в центре и перешла в наступление у Карагача. 2 ноября Восточная турецкая армия вновь отступила по всему фронту, де-факто прекратив своё существование. Её остатки отошли к Чаталджинской оборонительной линии. Болгары взяли в плен 3000 солдат и офицеров и захватили 4 знамени противника, 50 артиллерийских орудий и 100 ящиков с артиллерийскими боеприпасами.

#### Поражение Западной армии
25 октября, на следующий день после Кумановского сражения, к Скопье начали подтягиваться отступающие турки. Вместе с ними с севера Македонии в город стекались беженцы, всего 150 000. Как правило, это были мусульмане, опасающиеся наступления православных сербов и болгар. Часть войск Османской империи осталась в Скопье, другие дезертировали. Всего в городе скопилось 40 000 солдат.
Зекки-паша тоже прибыл в Скопье. Из города он отправил телеграмму командующему Западной армией в Салоники. Зекки-паша сообщал, что собирается реорганизовать армию и подготовиться к обороне Скопье «до последней капли крови». На деле это было невозможно, так как турецкие войска после боя были деморализованы, а всё вооружение и боеприпасы остались в Куманово. Нотабли и комендант города осознали, что ещё одна битва может окончиться только поражением Турции, а бомбардировки города сербами приведут к гибели тысяч беженцев, и отговорили командира от его планов. 26 октября Зекки-паша тайно покинул город. Оставшиеся войска, лишившись командования, разошлись по домам. Городские власти обратились к российскому генеральному консулу Калмыкову с предложением стать посредником в переговорах с Сербией, чтобы сдать ей Скопье во избежание анархии.
 В тот же день в город вошёл 16-й полк 1-й армии под командованием королевича Александра Карагеоргиевича. Остатки турецкой Западной армии продолжили отступление. Они вышли в долину реки Вардара и начали продвижение по ней вплоть до Велеса. В Велесе они долго не задержались, оставив город противникам и отправившись к Манастиру (Битола) через город Прилеп. В Манастире их ожидал резерв, ещё не бывший в бою.
Сербы поняли тактику турок, и армия Александра попыталась перехватить противника у Прилепа. Для этого войско было разделено на две части, каждая из которых направилась в город своим путём: первая — по прямой дороге из Велеса в Прилеп, вторая — по дороге, пролегавшей через Криволак. В Прилепе войска должны были соединиться, так как из него в Манастир вела только одна дорога.
2 ноября 2-я армия болгар заняла Неврокоп, таким образом начав изоляцию Македонии от остальной Турции. В тот же день по пути в Прилеп первая колонна сербских войск вышла к перевалу Бабине-Планина. Там она столкнулась с турецким войском численностью до 20 000 человек, имевшим горную артиллерию. Сербов было 40 000, но из-за гор их армия не могла развернуться. К тому же, сербские войска имели лишь полевую артиллерию, неспособную вести огонь в горах. В такой ситуации сербы выстраивались в ряды по три роты и плотной стеной наступали на турок. Бои также шли за окружающие перевал высоты, и 5 ноября турецкие войска, несмотря на техническое и тактическое превосходство над противником, проиграли сражение и отступили к Манастиру. Близ города произошла ещё одна битва, в ходе которой 50 000 турок добровольно сдались сербским войскам. Ещё до капитуляции армии из города бежали Али-Риза-паша и Зекки-паша. Последнему удалось выйти из окружения с 30 000 солдатами и отойти к Флорине. Во Флорине они столкнулись с греческой армией, которая спешила к Манастиру на помощь сербским союзникам. В ходе сражения с греками погиб Зекки-паша. Джавид-паша с остатками армии отошёл к Янине и оборонял город ещё несколько дней. Таким образом, вся Западная армия Османской империи была уничтожена.
Позже 22 ноября болгары вошли в Гумульджин, где завязалась долгая артиллерийская перестрелка с турками. 26 ноября остатки Восточной турецкой армии начали переговоры о мирном исходе сражения, а 27 ноября капитулировали на выгодных болгарам условиях. В итоге Болгария взяла в плен начальника отряда Мехмета-Ямера-пашу и 265 офицеров, а также 12 000 солдат. Кроме того, болгарам достались 8 орудий горной артиллерии, 2 пулемёта и 1500 лошадей.

#### Действия греческих войск
Греческая армия начала войну с пересечения границы и наступления вглубь Турции одновременно с остальными союзниками. Пройдя с боем из Фессалии в Македонию, через северо-западный проход (Битва при Сарантапоро), греческая армия 12 (25) октября освободила город Козани.
Командующий греческой армией, наследный принц Константин I, был намерен продолжить наступление на северо-запад, к городу Манастир (Битола), который в те годы имел значительное греческое население, но по настоянию премьер-министра Венизелоса развернул армию на восток, к столице Македонии, городу Салоники.
20 октября (2 ноября) греческая армия с боем взяла город Яница (Битва при Яннице) и открыла тем самым дорогу на Салоники.
Утром 25 октября (7 ноября) греческая армия перешла Аксьос (Вардар) и стала лагерем в Текели (Синдос). Город Салоники являлся торговым портом, в котором находилось много иностранных консулов. Узнав о приближении греческой армии, они попросили коменданта города сдаться без боя, так как опасались разрушения и разграбления Салоник. 26 октября (8 ноября) в 11 часов вечера Салоники капитулировали. 25 тыс. турецких солдат были отправлены без оружия в казармы, до окончания войны.
При этом и греки, и турки проявили друг к другу уважение. Утром 27 октября (9 ноября) греческие войска вошли в Салоники. Утром 28 октября (10 ноября) принц Константин прибыл в Салоники и поднял греческий флаг над Зданием управления.
Попытка запоздавшей болгарской армии установить двоевластие в городе, через навязывание турецкому командующему повторного подписания капитуляции, теперь уже перед болгарами, не увенчалась успехом. Турецкий командующий Тахшин-паша отказался это делать.
Город вновь стал греческим. Установив контроль над Салониками, греческая армия снова направила свои основные силы в Западную Македонию. 4-я дивизия греческой армии 6 (19) ноября освободила город Флорина и направилась к Манастиру, но её опередили сербские войска.
Одновременно после освобождения Салоник греческое командование получило возможность начать переброску сил морем в провинцию Эпир. Здесь героический, так называемый Эпирский фронт, который в действительности представлял собой 1 дивизию, с самого начала войны и в нарушение данных ему оборонных задач вёл наступательные действия, однако не имел возможности преодолеть турецкую оборону на подступах к столице Эпира, городу Янина.
К началу 1913 г. и после переброски войск, Эпирский фронт станет главным для греческой армии (Битва при Бизани).
Участие греческого флота в войне имело огромное значение для союзников, поскольку полностью нарушило морские коммуникации османов в Эгейском море.
3 декабря между греческим и турецким военно-морскими флотами произошло сражение у Элли вблизи Дарданелл. Сражение было выиграно греками, турецкий флот вынужден был покинуть Эгейское море. В результате греческий флот стал контролировать всё водное пространство между западным берегом Османской империи и восточным берегом Греции. Турки решились переломить ситуацию в свою сторону, и по этой причине 18 января 1913 года состоялось сражение при Лемносе. Сражение вновь было выиграно греками, а турецкие корабли отошли к Дарданеллам, под прикрытие береговых батарей.

#### Начало блокады Адрианополя
2-я армия болгар ещё в самом начале войны получила приказ идти на Адрианополь (Одрин) и взять его штурмом. Город имел стратегическое положение: через него проходили железнодорожные пути, связывавшие запад и восток Балканского полуострова; через Адрианополь Западной армии турок подвозились боеприпасы, провизия и подкрепления. К началу осады в городе находилось 70 000 турецких солдат. Реками город делился на четыре сектора: северо-западный, северо-восточный, юго-западный и юго-восточный. В городе имелась крепость, на расстоянии нескольких километров вокруг неё находились укреплённые районы. Они связывались друг с другом хорошими дорогами, что позволяло наносить неожиданные удары по противнику в любом месте.
Подошедшие к крепости отряды Балканского союза встретили упорное сопротивление турок, продолжавшееся до 3 ноября, когда город был взят в плотное кольцо. Чтобы выслужиться перед командованием, о блокаде было доложено ещё 29 октября.
 После блокады города турки ставили перед собой цель отбросить фронт как можно дальше от крепости города. В свою очередь, союзники стремились «загнать» турецкие войска в форт, откуда они не смогут выйти. После этого турок можно было заморить голодом, а они не смогли бы воспрепятствовать передвижению войск по железным дорогам.
В ходе длительной блокады силы Балканского союза в городе неоднократно менялись. Так, из 2-й армии болгар на Чаталджинский фронт ушла 3-я дивизия, её заменили две дивизии сербов. Позже она вернулась, но её состав был полностью обновлён после кровопролитных боёв за Чаталджу. С ней также прибыл Кырджалийский отряд. В целом бои шли вплоть до перемирия. Во время перемирия в осаждённом городе кончалась провизия, так как согласно договору турки не имели права поставлять в свои осаждённые города боеприпасы, провизию, вооружения, подкрепления и др.

#### Чаталджинское сражение
2 ноября де-факто прекратили своё существование обе турецкие армии: и Западная, также называемая Македонской, и Восточная. Несмотря на это, бои продолжались. В частности, остатки Восточной турецкой армии бежали к Чаталдже, где имелись укреплённые позиции. Там солдаты надеялись остановить наступление болгар.
Чаталджинская укреплённая линия была построена ещё до Русско-турецкой войны 1877—1878 годов. Тянулась она вдоль восточного берега реки Карасу от Чёрного до Мраморного моря. Линия была спроектирована по плану бельгийского инженера Бриальмона, затем её достроил и переоборудовал Блум-паша. На ней находилось 27 фортов и батарей, 16 полевых укреплений, 16 редутов (8 на юге, 8 на севере). В каждом форте располагался гарнизон: 4 дальнобойных орудия и 2 роты. Защищены они были фугасами, проволочными заграждениями и многочисленными рвами. В стратегически важных фортах имелись мощные орудийные установки, снаряды к которым автоматически подавались из казематов. Кроме того, после недавней Итало-турецкой войны турки привезли на Чаталджинскую линию огромные береговые орудия с Дарданелл и электрические прожекторы.
 Для солдат под землёй были построены укреплённые бункеры и казематы. Все они были соединены телеграфной и телефонной связью, а для передвижения по ним имелись специальные скрытые от огня противника проходы. Северный край линии упирался в побережье Чёрного моря, а южный — Мраморного. Глубина морей в этих местах была такова, что непосредственно к берегу могли подходить военные суда и вести обстрел противника. Из-за этого линию невозможно было обойти. Со столицей Османской империи — Стамбулом — Чаталджинская линия связывалась двумя шоссейными дорогами и одной железной, что позволяло за короткое время пополнять потери в живой силе и доставлять боеприпасы. Штаб-квартира командования обороной линии находилась на железнодорожной станции Хадем-Киой. Всего к началу боя на линии находилось до 125 000 турецких солдат.
У этой линии и остановилось наступление 1-й и 3-й болгарских армий. Их позиции пролегали по труднопроходимой местности — от Чёрного моря до Мраморного было много гор и болот. К тому времени к болгарам прибыло подкрепление — 3-я дивизия и часть 9-й дивизии 2-й армии, которые до этого осаждали Эдирне. В итоге силы болгар сравнялись с силами турок: 125 000 человек и 208 артиллерийских орудий. Но армия была уставшей и деморализованной после недавних боёв с турками, поэтому к бою была готова только 1/3 часть войск. У турок тоже были проблемы: в их армии началась холера.
Несмотря на явное превосходство противника и мощные укрепления на пути к Стамбулу, генерал Радко Дмитриев не стал дожидаться прибытия осадных орудий из Болгарии и решил с ходу взять первую линию укреплений. Командующий хотел ускорить ход событий, не осознавая, что войска турок незначительно превосходили болгарские, а Чаталджинская линия может выдержать атаку уставших болгарских армий. Был отдан приказ «атаковать редуты на высотах южнее озера Деркоса», что по сути являлось ошибкой.
Ранним утром 17 ноября, после обстрела редутов у Деркоса, болгары перешли в наступление. На правом фланге у села Езетин вели наступление 1-я, 6-я и 10-я дивизии 1-й армии. В 9 часов утра болгарам удалось войти в несколько местных сёл, а 9-я и 4-я дивизии потеряли поддержку артиллерии и окопались в километре от двух турецких редутов. К полудню к побережью Чёрного моря подошли турецкие броненосцы, которые начали обстрел болгарских войск. В 3 часа дня 1-я армия Болгарии окопалась за полкилометра от редутов противника, а в 9 часов вечера болгары заняли три редута противника, перерезав всех их защитников. В свою очередь, турки предприняли вечернюю контратаку, но 1-я армия удержала позиции и отбила нападение. 18 ноября болгары из-за больших потерь всё же отошли на исходные позиции. В ходе атаки болгарская армия безвозвратно потеряла 10 000 человек, ещё 20 000 были ранены.
19 ноября 1-я и 3-я болгарские армии начали сооружать укрепления и рыть окопы, чтобы вести позиционную войну. К тому моменту и в болгарских войсках началась холера и тиф, из-за чего снижалась дееспособность солдат. В таких условиях после нескольких дней позиционных боёв воюющие стороны начали думать о перемирии. Начались переговоры.

### Авиация в Первой Балканской войне
16 октября 1912 поручики болгарской боевой авиации Радул Милков и Продан Таракчиев совершили первый боевой полёт на Балканах, в котором провели разведку и бросили несколько ручных гранат. В этот день военный воздушный шар «София-1» обеспечил первое в истории взаимодействие воздухоплавательных и авиационных средств. 17 октября 1912 поручик Христо Топракчиев и русский лётчик Тимофей Ефимов на самолетах Блерио XI в первый раз сбросили листовки на позиции противника. Итальянский пилот-доброволец Джовани Сабели и болгарский наблюдатель В. Златаров совершили первую воздушную бомбардировку на Балканах. 30 октября 1912 на самолёте, который пилотировал подпоручик Ст. Калинов, первый раз в мировой истории женщина вылетела на самолёте военной авиации, выполняя боевое задание — это была наблюдатель Райна Касабова. 12 ноября 1912 состоялся первый в мировой истории групповой боевой вылет — поручики Р. Милков, Н. Богданов, Ст. Калинов и русский лётчик Н. Костин атаковали железнодорожную станцию Караагач в Эдирне, заходя к ней с разных сторон. 26 января 1913 поручик П. Попкрыстев и итальянец Дж. Сабели совершили первый боевой полёт над Мраморным морем и первый раз в истории атаковали с воздуха вражеский корабль, сбросив бомбы на броненосец «Хайреддин Барбароса». Боевой полёт греческих пилотов Аристидиса Морайтиниса и Михаила Мутусиса над Дарданеллами 24 января/5 февраля 1913 года и атака османских кораблей на переделанном в гидроплан самолёте Maurice Farman MF.7 положил начало истории мировой военно-морской авиации.

### Перемирие

#### Подписание перемирия
После того как наступление болгар на Чаталджу захлебнулось, осада Эдирне затянулась, черногорцы безуспешно обложили Шкодер, а турки опасались приближения болгар к Стамбулу, начались переговоры о перемирии. Переговоры были одобрены странами Европы, которые опасались вступления в войну новых стран. К тому моменту в Европе сложилась опасная ситуация, так как Австро-Венгрия готова была вступить в войну на стороне Турции из-за боязни усиления пророссийского Балканского союза. Австро-Венгерская империя могла вовлечь в конфликт новые европейские государства, что угрожало общеевропейской войной.
Болгарской армии необходимо было отдохнуть и пополнить запас провизии и боеприпасов, а турецкая понесла значительные потери на всех театрах войны, поэтому стороны не спешили подписывать договор и затягивали переговоры. Сначала Балканский союз требовал сдачи Эдирне и Чаталджинских позиций, вскоре эти требования были отклонены, но на этот раз болгары требовали отвода турецких войск в Сан-Стефано. Всё это время шла позиционная война под Шкодером, Эдирне и Чаталджой.
Вечером 2 декабря был подписан мирный договор. Его не подписала только Греция, мотивировав это тем, что если греческий флот прекратит блокаду турецких портов, турецкие корабли смогут беспрепятственно свозить пехоту в Македонию. Несмотря на то, что Греция не подписала договор, позже её делегация всё равно отправилась в Лондон на мирную конференцию.
Согласно договору о перемирии было установлено:
1. Войска обеих воюющих сторон остаются на позициях, на которых они находились до подписания договора.
2. В осаждённые турецкие города не будут поступать провизия, боеприпасы, лекарства и др.
3. Силы Балканского союза, находящиеся на фронте, могут снабжаться всем необходимым по контролируемым ими путям сообщения и по Чёрному морю, где находился турецкий флот.
4. 26 декабря того же года в Лондоне должны начаться мирные переговоры.

#### Провал переговоров
26 декабря 1912 года в британской столице — Лондоне — начались мирные переговоры между Грецией, Болгарией, Черногорией и Сербией с одной стороны и Османской империей с другой. По поводу невыгодного туркам договора уполномоченный от Турции Осман Низами-паша прямо заявлял: «Мы приехали не подписывать мир, а доказывать, что Турция достаточно сильна, чтобы продолжать войну».
Из-за несогласия Турции с её территориальными потерями переговоры затянулись до января 1913 года. Чтобы ускорить процесс, 27 января великие державы Великобритания, Германская империя, Австро-Венгрия, Франция, Российская империя и Италия подписали коллективное обращение к правительству Османской империи. В нём говорилось о недопустимости распространения военных действий на Малую Азию в связи с приближением болгар к Стамбулу. В связи с этим великие державы просили Турцию заключить мирный договор, в обмен они обещали помочь в восстановлении страны после войны.
22 января все члены турецкого правительства были созваны на совет. Обсуждалось коллективное обращение великих держав к Турции. Было принято решение заключить мир ввиду того, что «возобновление войны подвергнет империю великим опасностям и что при данных обстоятельствах приходится последовать советам могущественных европейских кабинетов».
 Однако произошла неожиданность, которую не могли предвидеть противники Турции, желавшие скорейшего подписания договора. 23 января, на следующий день после созыва совета, члены партии «Единение и прогресс» и их сторонники (в том числе офицеры и солдаты), возглавляемые Энвер-пашой, ворвались в зал заседаний, где находились члены правительства. В ходе столкновения в зале погибло несколько министров, в частности визирь и военный министр. Кроме того, солдаты избили министров иностранных дел и связи, которые являлись христианами. Энвер-паша в своём обращении к находящимся в зале заявил: «Так как вы стоите за постыдный мир с уступкой Эдирне и почти всех европейских владений, а готовая идти на смерть нация требует войны, то от имени всей страны и армии предлагаю кабинету немедленно подать в отставку».
Кабинет, как и предлагал Энвер-паша, ушёл в отставку. В свою очередь, власть в Османской империи перешла в руки к младотуркам. В сложившейся ситуации 28 января Балканский союз отправил новому турецкому правительству ноту: «Недавние события в Стамбуле, по-видимому, устранили всякую надежду на заключение мира, почему союзники, к крайнему своему сожалению, вынуждены объявить переговоры, начатые в Лондоне 3 декабря минувшего года, прекращёнными». Главнокомандующий болгарскими войсками в тот же день телеграфировал турецкому командованию, что война начнётся 3 февраля в 7 часов вечера. Болгария за время ведения переговоров полностью приготовилась к войне.

### Второй период войны

#### Возобновление военных действий
3-я армия болгар, окопавшаяся перед Чаталджинской линией ещё в конце ноября 1912 года, к возобновлению боевых действий никуда не отступала. Наоборот, пока шли переговоры, болгары сильнее укрепили свои позиции, а их солдаты смогли отдохнуть после масштабных осенних боёв. Тактика союзников сводилась лишь к позиционной войне с целью измотать противника и не дать ему освободить оккупированные территории.
3 февраля война официально возобновилась, и турки под Чаталджой перешли в наступление. Болгары смогли отразить эту атаку. Под Коважом, на другом участке фронта, болгарам даже удалось перейти в наступление. Турки отступили за Булаирскую укреплённую линию, которую намеревалась штурмовать 1-я и недавно сформированная 4-я болгарские армии. Болгарам и грекам было необходимо предпринять штурм линии для того, чтобы выйти к Дарданеллам, уничтожить береговые батареи турок, после чего греческий флот вошёл бы в Мраморное море. Под угрозой бомбардировки Константинополя Балканский союз принудил бы Турцию к миру.

#### Штурм Адрианополя
Осада Адрианополя, начавшаяся в первой фазе войны, продолжалась. Из крепости пришли сведения, что в ней провизии осталось ещё на несколько дней и Адрианополь вот-вот падёт. Как позже выяснилось, это было дезинформацией: в действительности Адрианополь был в состоянии продержаться ещё два месяца, так как туркам удалось ещё в декабре 1912 года найти запасы зерна. Шукри-паша, комендант крепости, в ноябре 1912 года установил строгий паёк. Каждому жителю города выдавалось 800 граммов мяса, 800 граммов хлеба и головка сыра. В феврале 1913 количество сыра значительно уменьшилось, хлеба выдавалось 300 граммов, мяса тоже 300 граммов.
Болгары сначала хотели с помощью блокады принудить турок к сдаче крепости, но затем болгарское командование начало разрабатывать план штурма крепости. Планировалось нанести главный удар по северо-западной части города, мимо которой проходила железная дорога. Именно сюда болгары имели возможность подвозить на поездах тяжёлые артиллерийские орудия. Существовал и запасной план, согласно которому удар должен производиться с востока. Турки не ожидали такого поворота событий, так как на востоке города не проходило качественных дорог и железнодорожных путей, по которым можно доставлять боеприпасы и подкрепления. Болгары решили применить для подвоза боеприпасов буйволов.
 В 1 час дня 11 (24) марта болгары начали общий обстрел города со всех позиций. В 8 часов вечера она прекратилась на юге города, в полночь — на севере. Турки, привыкшие к многодневным обстрелам Эдирне, решили, что это лишь перерыв перед очередной бомбардировкой и расслабились. В 2 часа ночи 12 (25) марта бомбардировка возобновилась с новой силой, а в 5 часов утра болгары были полностью готовы к штурму города. Турки этого не заметили из-за мощных обстрелов города артиллерией противника.
Болгары застали турок врасплох. Передовые позиции турецких войск находились на окраинах города вне крепости. Болгарские солдаты под грохот артиллерийских орудий незаметно подкрались к окопам противника, расположившись от них на расстоянии 50 шагов. После этого болгары внезапно ринулись на турок в окопах с криками. Прежде, чем турецкая пехота сумела опомниться, болгары уже спустились в окопы и начали рукопашный бой. Через полчаса все передовые турецкие позиции были заняты 2-й болгарской армией. Из захваченных 8 пулемётов и 20 орудий болгары открыли огонь в спину бегущим к крепости туркам. Теперь турки оказались блокированы в Адрианопольской крепости.
Вслед за этим болгары перешли в наступление с юга. За сутки боёв, 13 (26) марта, крепость пала. Турецкий гарнизон капитулировал вместе с комендантом Шукри-пашой. Сербы, в свою очередь, недовольные тем, что Шукри-паша сдался болгарам, а не им, разослали весть, якобы комендант попал в их руки. Болгары опровергли эту информацию. Штурм Эдирне был последним крупным сражением в войне между Болгарией и Турцией. Война переросла в позиционную.

#### Блокада Шкодера
Ободрённые своими первыми успехами черногорцы ещё в 1912 году попытались взять укреплённый населённый пункт Скутари (Шкодер). Армия Данило блокировала город с востока, подоспевшая армия Мартиновича окружила город с запада. При первой же попытке штурмовать город черногорцы понесли огромные потери. Оборона Скутари, гарнизон которого возглавил Гуссейн-Риза-паша, была самым успешным сражением турок за всю Первую Балканскую войну.
 Осознав, что Шкодер штурмом взять невозможно, король Николай решил полностью блокировать город. 4 декабря Балканский союз договорился о перемирии с Османской империей, но осада Шкодера всё равно продолжалась. В Черногорию Великобританией, не заинтересованной в ослаблении Турции, был направлен ультиматум с требованиями снять блокаду города. Черногорцы не подчинились воле Лондона, и в Адриатическое море 4 апреля 1913 года вошла международная эскадра под командованием Сесиля Берни. Эскадра встала близ черногорского побережья. Великобритания, Италия, Австро-Венгрия и Германская империя договорились о бессрочной блокаде Черногории. Несмотря на блокаду, черногорцы не отказались от своих планов, так как международная эскадра не представляла никакой угрозы Черногории, у которой не было собственного флота. Через некоторое время на помощь черногорцам явился отряд сербов с артиллерией. Великобритания потребовала от Сербии отвести отряд от Шкодера, что та и сделала. Однако сербская артиллерия осталась черногорцам. В то же время в осаждённом городе произошло загадочное убийство Гусейна Риза-паши, и командование гарнизоном перешло в руки к Эссаду-паше. Новый командующий сразу вступил в переговоры с королём Черногории о сдаче крепости, но они оказались безрезультатными. В начале апреля черногорцы штурмовали Облик и Брдице. Узнав о взятии противником этих ключевых позиций, Эссад-паша возобновил переговоры, и 23 апреля весь турецкий гарнизон покинул город.
Шкодер достался Черногории. Король Николай собственноручно поднял черногорский флаг над крепостью города. Власти Австро-Венгрии бурно отреагировали на взятие Шкодера. Они заявили, что если черногорцы не передадут город в руки международного контингента, австро-венгерские войска непосредственно вмешаются в конфликт. Остальные европейские державы, осознав, что это грозит общеевропейской войной, решили поддержать Австро-Венгрию. В ответ Николай послал в Лондон телеграмму: «моё правительство в своей ноте 30 апреля изложило основания своего поведения в скутарийском вопросе. Поведение это внушено непоколебимыми принципами права. Я со своим народом ещё раз заявляю, что освященное совершившимся завоеванием право, мое достоинство и достоинство моего народа не позволяют мне подчиниться изолированным требованиям [Австрии], и поэтому и передаю судьбу города Скутари в руки великих держав». После сдачи Шкодера Турция и Черногория 30 мая 1913 года окончательно подписали мирный договор, что ознаменовало окончание войны.

## Помощь других государств
В России очень сочувствовали православным государствам и был организован сбор помощи. Например, породнившаяся с Романовыми сербская принцесса Елена Петровна организовала в России санитарный отряд, который прибыл в Белград 15 (28) октября 1912 года (примерно через полтора месяца — 24 ноября (7 декабря) того же года Елена Петровна выехала из сербской столицы). Помощь Российского красного креста также в основном оказывалась балканским государствам. Всего на обе Балканские войны Российский красный крест потратил более 1 млн рублей, из которых большая часть досталась Болгарии (50,36 %) и Сербии (33,60 %), гораздо меньше Черногории (7,48 %) и Греции (6,96 %). Турция получила только 1,58 % от этого объёма помощи.
В Сербию после начала войны прибыл медицинский отряд российского Красного Креста (32 врача, 57 сестёр милосердия и 89 санитаров), позднее туда же прибыли немногочисленные миссии Красного Креста из Швейцарии, Бельгии, Италии, Великобритании, Австро-Венгрии, Германии и Франции общей численностью в 34 врача, 36 сестёр милосердия и 5 санитаров).
Прибывали также и добровольцы из России, желавшие сражаться прежде всего в болгарской армии и рассматривавшие эту войну как завершение дела освобождения Болгарии и всего балканского славянства от турецкого владычества, их число было невелико (известны имена около 100 добровольцев, хотя в прессе того времени писалось даже о тысячах). Наиболее существенную помощь болгарам в боевых действиях оказал русский добровольческий авиационный отряд С. С. Щетинина.

## Последствия

### Лондонский мирный договор
В Первой Балканской войне использовалось оружие, ранее ни разу не применявшееся на территории Европы и в мире вообще. В частности, впервые после итало-турецкой войны авиация была применена для военных действий и бомбёжек противника. В Первой Балканской войне было испытано оружие, позже массово применявшееся в Первой мировой войне.
30 мая 1913 года, после месяца окопной войны, Османская империя с одной стороны и Греция, Болгария, Сербия и Черногория с другой подписали в Лондоне мирный договор. Единственное, что изменилось на фронте со времени попытки перемирия, было падение Адрианополя, и теперь Турция не могла на него претендовать. Согласно договору:
1. С момента подписания договора между Балканским союзом и Османской империей устанавливался «мир на вечные времена».
2. Османская империя отдавала под контроль Балканского союза почти все свои европейские владения (кроме Албании, статус которой был оговорён позже, Стамбула и его окрестностей).
3. Великие державы должны были начать переговоры по статусу Албании и обеспечить её безопасность.
4. Османская империя отказывалась от Крита в пользу Балканского союза.
5. Великие державы должны были начать опеку над турками, проживающими на островах Эгейского моря и его побережьях (кроме Крита и окрестностей горы Афон).
6. В Париже созывалась специальная комиссия по урегулированию экономических последствий войны.
7. Остальные послевоенные вопросы (о военнопленных, торговле, отношениях и другие) должны быть урегулированы отдельными, более специализированными договорами.

Хотя Османская империя отказалась от бо́льшей части своих владений в Европе в пользу Балканского союза, оставался один нюанс. Страны-члены союза должны были сами, без иностранного посредничества, поделить завоёванные территории. Это было проблематично, так как греки желали объединения всех побережий Эгейского моря в единую Грецию, болгарское правительство хотело создать Великую Болгарию, сербы — выхода к Адриатическому морю и наибольшего расширения границ своей страны, черногорцы — присоединения севера Албании к королевству Черногория. Таким образом, между союзниками возник спор о принадлежности Македонии, Фракии, севера Албании. Ни одно из государств-учредителей Балканского союза не было удовлетворено в полной мере Лондонским договором и результатом войны. Сербия не получила доступа к Адриатике из-за образования нового государства Албания, Черногория не заняла Шкодер, Греция не присоединила к себе Фракию. Болгария была недовольна претензиями сербов на Македонию, и уже через несколько месяцев после подписания мира с Турцией началась Вторая Балканская война, итоги которой стали одной из причин Первой мировой.

### Албания и Косово
Ещё в ходе войны 28 ноября 1912 года во Влёре во время албанского восстания была провозглашена независимость Албании. По Лондонскому мирному договору начались переговоры о статусе региона. В ходе переговоров была признана независимость Албании — нового балканского государства. Великие державы фактически провозгласили свой протекторат над новосозданным государством.
Сербия присоединила к себе Косово (в Косовском вилайете проживало смешанное население: албанцы, греки, влахи, сербы, болгары. Северо-восточные области Косова в большей степени были заселены сербами, юго-западные — в большей степени албанцами) и северо-западную часть Македонии, имевшую албанскую диаспору. Поскольку по Лондонскому договору были строго оговорены границы Албанского государства, Албания не претендовала на эти регионы. В присоединённых районах Косова и Македонии сербские военные начали политику насильственной «сербизации». До Второй мировой войны албанские границы не пересматривались. В ходе Второй мировой возникла так называемая Великая Албания, над которой был установлен итальянский протекторат. После поражения стран Оси границы вновь были установлены по Лондонскому мирному договору, и больше никогда не пересматривались.
Во второй половине XX века косовские албанцы предпринимали попытки расширить автономию края. С распадом Югославии в Косово началась эскалация конфликта между сербами и албанцами, приведшая к войне НАТО против Югославии и провозглашению независимости Косово. В северо-западной Македонии в 2001 году также произошёл конфликт. Таким образом, Первая Балканская война имеет далеко идущие последствия.

## В культуре
Первые произведения, посвящённые тематике Первой Балканской войны, стали появляться ещё в её первые месяцы. Ярослав Вешин был первым болгарским художником-баталистом. Картины на военную тематику он начал писать ещё до Балканских войн, однако наиболее известные свои работы он написал под впечатлением Первой Балканской войны. Так, в 1912—1913 годах была написана серия картин, посвящённых этой войне. В неё вошли полотна «На нож (Атака)», «Обоз у реки Еркене», «Отступление турок при Люлебургаз». Одновременно с художником в Сербии работала киностудия Джоки Богдановича, где снимались документальные короткометражные фильмы о событиях на фронте и в тылу. Джоке помогал российский фотограф Самсон Чернов, совместно с которым была снята серия фильмов о Первой Балканской войне. В настоящее время эти фильмы хранятся в сербском государственном архиве, так как представляют культурную и историческую ценность. В Черногории также работали европейские съёмочные группы, которые проводили съёмки войны против Турции. Особое внимание уделялось боям под Шкодером и блокаде этого города. После Первой Балканской войны киноплёнки попали в страны Европы, где из них сделали несколько киножурналов, посвящённых Первой Балканской войне.
Марш «Прощание славянки» был написан в Российской империи композитором и дирижёром Василием Ивановичем Агапкиным. В.Агапкин, вдохновлённый событиями на Балканах, написал этот марш в 1912 году. Композитор посвятил своё произведение всем славянским женщинам Балкан, близкие которых ушли на фронт.
Литературные произведения, написанные в годы Первой Балканской войны, позже были использованы болгарскими и сербскими радикалами и националистами во Второй Балканской войне и Первой мировой войне, но уже для противостояния друг с другом. Так, Иван Вазов, болгарский поэт, уже после Балканских войн в 1914 и 1916 годах издал сборники «Под гром побед» и «Песни о Македонии». Болгарские власти во время Первой мировой войны использовали эти стихи как средство в идеологической борьбе против сербов. Позже Вазов сам осудил свои произведения.

### Комментарии
1. ↑  Дата указана по дню объявления войны Османской Порте Черногорией.
2. ↑  До балканских войн албанцы составляли 5,70 % от общей численности населения вилайета Македония.

### На русском
- Жебокрицкий В. А. Болгария накануне Балканских войн 1912—1913 гг. — Киев, 1960.
- В «пороховом погребе Европы». 1878–1914 / ред. В. Н. Виноградов, В. И. Косик. — М., 2003.
- Гришина Р. П. Болгария и македонские болгары. 1878–1913 гг // Дриновски сбор-ник / Дриновський збiрник. — Харьков–София, 2014. — Т. VII.
- Гусев Н. С. Болгария, Сербия и русское общество во время Балканских войн 1912—1913 гг / Ответственный редактор: к. и. н. А. А. Силкин. — М.: Индрик, 2020. — 520 с. — ISBN 978-5-91674-592-4.
- Гусев Н. С. Первая Балканская война и русское общество // Славяноведение. — 2015. — № 5.
- Модернизация vs. война. Человек на Балканах накануне и во время Балканских войн (1912–1913) / ред. Р. П. Гришина, А. Л. Шемякин. — М., 2012.
- Жогов П. В. Дипломатия Германии и Австро-Венгрии и Первая Балканская война. — М., 1969.
- Мерников А. Г., Спектор А. А. Всемирная история войн. — Минск, 2005.
- Могилевич А. А., Айрапетян М. Э. На путях к мировой войне 1914—1918. — Л., 1940.
- Петросян Ю. А. Османская империя: могущество и гибель. Исторические очерки. — М., 1990.
- Писарев Ю. А. Великие державы и Балканы накануне Первой мировой войны. — М., 1986.
- Хальгартен Г. Империализм до 1914 года. Социологическое исследование германской внешней политики до Первой мировой войны. — М., 1961.
- Балканские народы и европейские правительства в XVIII — начале XX в. — М.: Документы и исследования, 1982.
- Задохин А. Г., Низовский А. Ю. Пороховой погреб Европы. — М.: Вече, 2000. — илл. (16 с.), 416 с. — (Военные тайны XX века). — 10 000 экз. — ISBN 5-7838-0719-2.
- Рябинин А. Малые войны первой половины XX века. Балканы. — М.: АСТ, 2003. — 5000 экз. — ISBN 5-17-019625-3.
- История всемирной литературы: В 8 томах / Г. П. Бердников. — М.: Наука, 1994. — Т. 8.

### На болгарском
- Войната между България и Турция 1912—1913 год (болг.). — София, 1928—1937.
- Димитров Б. Войните на България за национално обединение (болг.). — София: НИ ПЛЮС, 2006. — ISBN 954-91652-7-2.
- Крапчански В. Кратък обзор на бойния състав, организацията, попълването и мобилизацията на българската армия от 1878 до 1944 (болг.). — София: Държавно военно издателство, 1961.
- Пейчев А. 1300 години на стража (болг.). — София: Военно издателство, 1984.
- Марков Г. България в Балканския съюз срещу Османската империя 1911–1913 (болг.). — София, 2012.
- Марков Г. Българското крушение 1913 (болг.). — София, 1991.
- Недялков Д. Въздушната мощ: Зараждане (болг.). — Издателство «Ваньо Недков», 1999. — ISBN 954-8176-43-2.

### На английском
- Brighton C., Erickson J. Defeat in Detail: The Ottoman Army in the Balkans, 1912—1913 (англ.). — Greenwood Publishing Group, 2003. — ISBN 0415229464.
- Richard C. The Balkan Wars, 1912—1913: Prelude to the First World War (англ.). — Routledge, 2000.
- Schurman J. The Balkan Wars 1912 To 1913 (англ.). — Kessinger Publishing, 2004. — ISBN 1419153455.
- A. Nekludoff. Diplomatic Reminiscences Before and During the World War, 1911—1917 (англ.). — London, 1920.
- Philip S. Jowett. Armies of the Balkan Wars 1912–13 (англ.). — Oxford: Osprey Publishing Ltd., 2011. — 48 p. — (Men-at-Arms). — ISBN 978-1-84908-419-2.
- Ball, Robert W. D. Mauser Military Rifles of the World. — Iola : Gun Digest Books, 2011. — ISBN 9781440228926.
- Yorulmaz, Naci. Arming the Sultan: German Arms Trade and Personal Diplomacy in the Ottoman Empire. — New York : Palgrave Macmillan, 2014. — ISBN 9780857736680.

### На немецком
- M. A. Taube. Der großen Katastrophe entgegen (нем.). — Berlin—Leipzig, 1929.

### На греческом
- Γενικόν Επιτελείον Στρατού. Ο ελληνικός στρατός κατά τους Βαλκανικούς Πολέμους 1912—1913 (греч.). — Τόμοι Α'—Γ'.
- Γρηγοριάδης, Σόλων Ν. Οί Βαλκανικοί Πόλεμοι 1912—13 (греч.). — Φυτράκης, 1979.